# Porsche 928
Porsche 928 – sportowy samochód osobowy produkowany przez Porsche w latach 1977-1995. W plebiscycie na Europejski Samochód Roku 1978 zajął 1. pozycję.

## Historia modelu

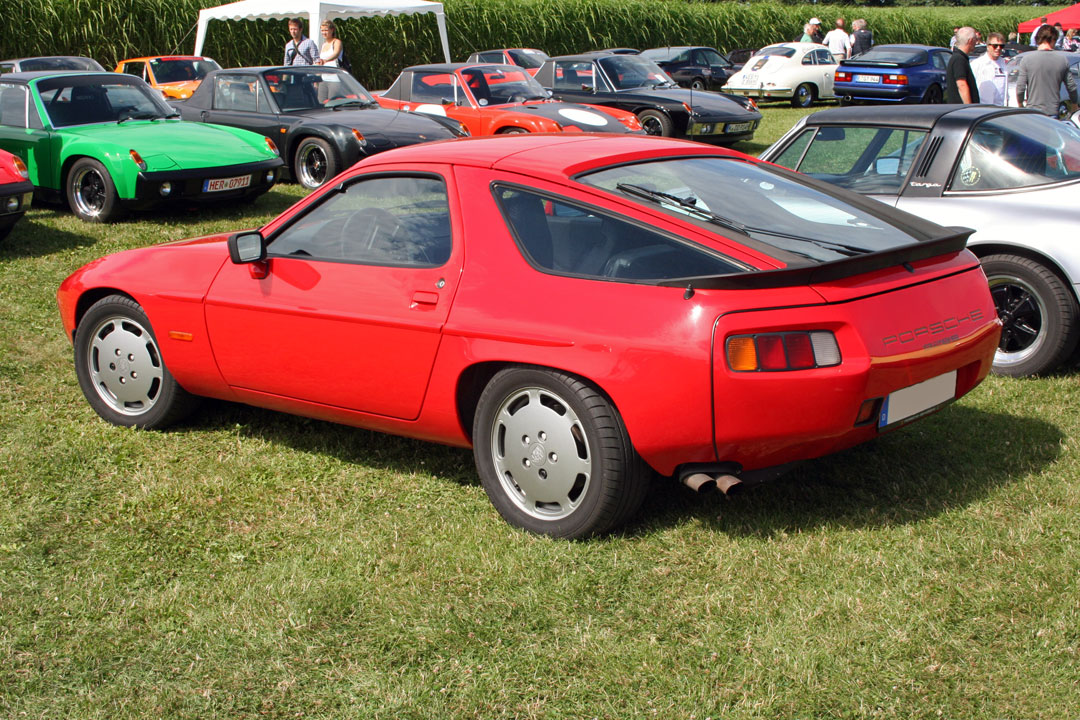
Porsche 928 - tył

Prace nad projektem rozpoczęto w 1971 roku. Według założeń, firma chciała wprowadzić paletę trzech aut, obejmującą modele z silnikami czterocylindrowymi (opracowywane równolegle z 928 Porsche 924), sześciocylindrowymi (następca modelu 911) i ośmiocylindrowymi, czyli właśnie model 928. Jednak niesłabnące powodzenie modelu 911 spowodowało, że zrezygnowano wówczas z nowego modelu "sześciocylindrowego".
Przy projektowaniu 928 nie obyło się bez problemów. Po wstawieniu pierwszego prototypu na hamownię, po pół godzinie pękł blok silnika. Jednak późniejszy etap prac przebiegał mniej problemowo. Konstrukcja jak na owe czasy była bardzo nowoczesna. Silnik umieszczono z przodu a skrzynię biegów na tylnej osi dla lepszego rozłożenia masy pomiędzy (układ transaxle). W 1975 roku przerwano prace nad tym autem m.in. ze względu na kryzys paliwowy, by rok później zaaprobować projekt. W 1977 roku zaprezentowano go na salonie samochodowym w Genewie, a następnie rozpoczęto sprzedaż. Został wybrany samochodem roku 1978. W 1980 roku pojawiła się wersja 928 S, wyposażona w silnik V8 4,7 l z wtryskiem paliwa (moc 300 KM). Przez cały okres produkcji Porsche 928 przeszło jedną znaczną zmianę nadwozia w 1987 roku. W 1986 pojawiła się wersja 928 S4, posiadająca silnik z głowicą o czterech zaworach na cylinder, o pojemności 5,0 l i mocy 315 KM. W 1989 roku zaprezentowano wersję 928 GT z silnikiem o mocy 326 KM a w 1992 928 GTS z silnikiem o mocy 350 KM, której nadwozie znacznie poszerzono. W 1995 roku, po osiemnastu latach produkcji, ze względu na słabnące zainteresowanie klientów, model 928 wycofano z produkcji.

## Dane techniczne
| Wersja             | Silnik:                   | Układ zasilania:   | Średnica × skok tłoka: | St. sprężania:     | Moc maksymalna:                    | Maks. moment obrotowy      | 0-100 km/h:        | V-max:             |
| Silniki benzynowe: | Silniki benzynowe:        | Silniki benzynowe: | Silniki benzynowe:     | Silniki benzynowe: | Silniki benzynowe:                 | Silniki benzynowe:         | Silniki benzynowe: | Silniki benzynowe: |
| ------------------ | ------------------------- | ------------------ | ---------------------- | ------------------ | ---------------------------------- | -------------------------- | ------------------ | ------------------ |
| 928                | V8 4,5 l (4474 cm³), SOHC | wtrysk             | 95,00 mm × 78,90 mm    | 10,0:1             | 240 KM (177 kW) przy 5250 obr./min | 363 N•m przy 3600 obr./min | 7,5 s              | 229 km/h           |
| 928S               | V8 4,7 l (4664 cm³), SOHC | wtrysk             | 97,00 mm × 78,90 mm    | 10,4:1             | 300 KM (220 kW) przy 5900 obr./min | 380 N•m przy 4500 obr./min | 6,2 s              | 245 km/h           |
| 928S               | V8 4,7 l (4664 cm³), SOHC | wtrysk             | 97,00 mm × 78,90 mm    | 10,4:1             | 310 KM (228 kW) przy 5900 obr./min | 400 N•m przy 4500 obr./min | 6,2 s              | 255 km/h           |
| 928 S4             | V8 5,0 l (4957 cm³), SOHC | wtrysk             | 100,00 mm × 78,90 mm   | 10,0:1             | 320 KM (236 kW) przy 6000 obr./min | 430 N•m przy 3000 obr./min | 5,7 s              | 274 km/h           |
| 928 GT             | V8 5,0 l (4957 cm³), DOHC | wtrysk             | 100,00 mm × 78,90 mm   | 10,0:1             | 330 KM (242 kW) przy 6200 obr./min | 430 N•m przy 4100 obr./min | 5,6 s              | 274 km/h           |
| 928 GTS            | V8 5,4 l (5397 cm³), DOHC | wtrysk             | 100,00 mm × 85,9 mm    | 10,4:1             | 350 KM (257 kW) przy 5700 obr./min | 500 N•m przy 4250 obr./min | 5,4 s              | 270 km/h           |